# (15689) 1981 UP25
A (15689) 1981 UP25 a Naprendszer kisbolygóövében található aszteroida. Schelte J. Bus fedezte fel 1981. október 25-én.